# Serie A 1957-1958 (pallacanestro femminile)
Il campionato di pallacanestro femminile 1957-1958 è stato il ventisettesimo organizzato in Italia.
Le partecipanti alla Serie A aumentano: da otto a dieci squadre. Il campionato è strutturato in un girone all'italiana con partite d'andata e ritorno. La prima classificata vince lo scudetto e le ultime due retrocedono. La Stock Trieste (ex Ginnastica) vince il terzo scudetto consecutivo e acquisisce il diritto a partecipare alla Coppa dei Campioni, davanti all'Udinese e alla Fiat Torino.

## Risultati
| Serie A femminile 1957-58    | TRI   | UDI   | TOR   | FAE   | AUT   | STA   | CHL   | MAN   | NAZ   | MES   |
| ---------------------------- | ----- | ----- | ----- | ----- | ----- | ----- | ----- | ----- | ----- | ----- |
| Stock Trieste                |       | 54-47 | 31-22 |       | 44-35 |       |       | 48-26 | 44-35 |       |
| A.P. Udinese                 |       |       | 52-45 | 38-18 |       | 46-34 | 64-29 | 56-27 |       |       |
| C.S. Fiat Torino             | 41-44 |       |       | 38-27 |       | 53-41 |       |       |       | 55-17 |
| OMSA Club Atletico Faenza    | 40-51 | 39-50 |       |       |       |       | 37-33 | 51-31 | 47-43 | 33-32 |
| U.S. Autonomi Torino         |       | 26-37 | 28-30 | 17-21 |       | 36-29 | 49-39 |       | 51-22 |       |
| G.S. Magazzini Standa Milano | 41-58 |       | 44-53 | 26-27 |       |       | 30-37 |       | 47-45 | 48-42 |
| Chlorodont Milano            | 32-42 |       | 36-55 | 68-40 | 42-52 |       |       | 41-33 |       | 54-30 |
| Fari Mantova                 |       | 33-40 | 25-30 |       | 19-37 | 33-43 |       |       | 37-36 | 36-25 |
| C.M.M. Nazario Sauro Trieste | 43-62 | 65-45 | 38-42 |       | 43-49 |       | 47-41 |       |       | 52-36 |
| G.OP. Maurolico Messina      | 33-51 | 45-55 |       |       | 20-23 | 33-34 |       | 40-35 |       |       |
|                              |       |       |       |       |       |       |       |       |       |       |

Mancano i risultati dalla decima alla sedicesima giornata.

## Classifica
|  |     | Classifica finale 1957-1958  | Pt | G  | V  | P  | PtF | PtS |
|  | --- | ---------------------------- | -- | -- | -- | -- | --- | --- |
|  | 1.  | Stock Trieste                | 35 | 18 | 17 | 1  | 898 | 612 |
|  | 2.  | A.P. Udinese                 | 34 | 18 | 16 | 2  | 862 | 686 |
|  | 3.  | Fiat Torino                  | 31 | 18 | 13 | 5  | 760 | 641 |
|  | 4.  | Omsa Faenza                  | 28 | 18 | 10 | 8  | 630 | 691 |
|  | 5.  | Autonomi Torino              | 28 | 18 | 10 | 8  | 656 | 592 |
|  | 6.  | Standa Milano                | 24 | 18 | 6  | 12 | 661 | 755 |
|  | 7.  | Chlorodont Milano            | 24 | 18 | 6  | 12 | 699 | 790 |
|  | 8.  | Fari Mantova                 | 23 | 18 | 5  | 13 | 613 | 763 |
|  | 9.  | C.M.M. Nazario Sauro Trieste | 22 | 18 | 4  | 14 | 736 | 790 |
|  | 10. | Messina                      | 21 | 18 | 3  | 15 | 520 | 837 |

### Verdetti
- Ginnastica Stock Trieste campione d'Italia 1957-1958 (Maria Benevol, Bettoso, Marisa Magris, Maraspin, Imelda Prennuschi, Mirella Tarabocchia, Tonini, G. Vascotto, Laura Vascotto. Allenatore: Guarini).
- C.M.M. Trieste e Messina retrocedono.